# Tetranitrogén
A tetranitrogén egy négy nitrogénatomból álló molekula, képlete N4. Rendkívül magas nyomáson (1,1·106 atm) és magas hőmérsékleten (2000 K) a nitrogén egyszeres kötésű, szinklinális (gauche) köbös kristályszerkezetté polimerizálódik (ilyen körülményeket mesterségesen gyémánt üllővel lehet előállítani). Ez a struktúra nagyon hasonló a gyémántéhoz, mindkettő rendkívül erős kovalens kötéseket tartalmaz; ezért az N4 beceneve a „nitrogén gyémánt”.

## Felfedezése
2002. január 18-án a Science folyóiratban írtak arról, hogy Fulvio Cacace és kollégái új nitrogénmolekulát alkottak.

## Tulajdonságai
Az N4 instabil többatomos nitrogénmolekula, szobahőmérsékleten gáz-halmazállapotú. Az N4-et két N2 molekularészlet alkotja, köztük egy hosszú, gyenge kovalens kötéssel. Ezért bomlása exoterm, bomlásakor ~800 kJ mol−1 energia szabadul fel.
A tetranitrogént hajtóanyagként, illetve robbanóanyagként lehet majd talán hasznosítani, mivel bomlásakor sok energia szabadul fel.

## Fordítás
Ez a szócikk részben vagy egészben  a   Tetranitrogen című angol Wikipédia-szócikk fordításán alapul.  Az eredeti cikk szerkesztőit annak laptörténete sorolja fel. Ez a jelzés csupán a megfogalmazás eredetét és a szerzői jogokat jelzi, nem szolgál a cikkben szereplő információk forrásmegjelöléseként.